# ترمس كونتي
الترمس الكونتي (باللاتينية: Lupinus kuntii) نوع نباتي يتبع جنس الترمس من الفصيلة البقولية المعروفة بقدرتها على تثبيت النيتروجين الجوي من خلال بكتيريا المستجذرة.
موطنه الإكوادور.